# Uppsala är bäst
Uppsala är bäst är en sång av Gunnar Wennerberg som ingår som nummer 3 i samlingen Gluntarne. 
I refrängen refereras till den på sin tid kände, och bland studenterna populäre, astronomiprofessorn Johan Bredman. Han var då Gluntarne gavs ut omkring 1850 professor emeritus. I refrängen nämns också "turkar", med anspelning på den så kallade  Turkiska musiken i Uppsala under 1830-talet.
Frasen "Du talar som en häst" i texten är ett exempel på dåtidens studentslang i Uppsala. 